# 2011年ツーソン銃撃事件
2011年ツーソン銃撃事件（2011ねんツーソンじゅうげきじけん）は、アメリカ合衆国・アリゾナ州ツーソンのショッピングモールで2011年1月8日に発生した事件である。

## 事件概要
事件は、2011年1月8日午前10時10分（MST）、Casas Adobes のスーパーマーケットの駐車場で開かれていたガブリエル・ギフォーズ連邦下院議員（民主党・アリゾナ州第8選挙区選出）の政治集会で起きた。
ギフォーズ議員をはじめ19名が銃撃を受け、9歳の少女や、連邦地方裁判所判事ジョン・ロール、ギフォーズ議員のスタッフら6人が死亡した。
ニュース報道はギフォーズ議員が銃撃の的となったとした。彼女は至近距離から頭を撃ち抜かれ、当初、その容体は重体であるとされた。
ツーソンの22歳の男性（YouTuber「Classitup10」）がその場で逮捕され、連邦検事は、下院議員暗殺未遂をふくむ5つの罪状で彼を起訴した。ギフォーズ議員暗殺計画を示唆する容疑者によるとみられる手書きメモも裁判所へ証拠申請されているが、容疑者が黙秘権を行使し捜査に協力していないため、銃撃の動機は明らかになっていない。2012年11月8日、仮釈放を認めない7度の終身刑に加えて140年の懲役刑が下された。

## 標的

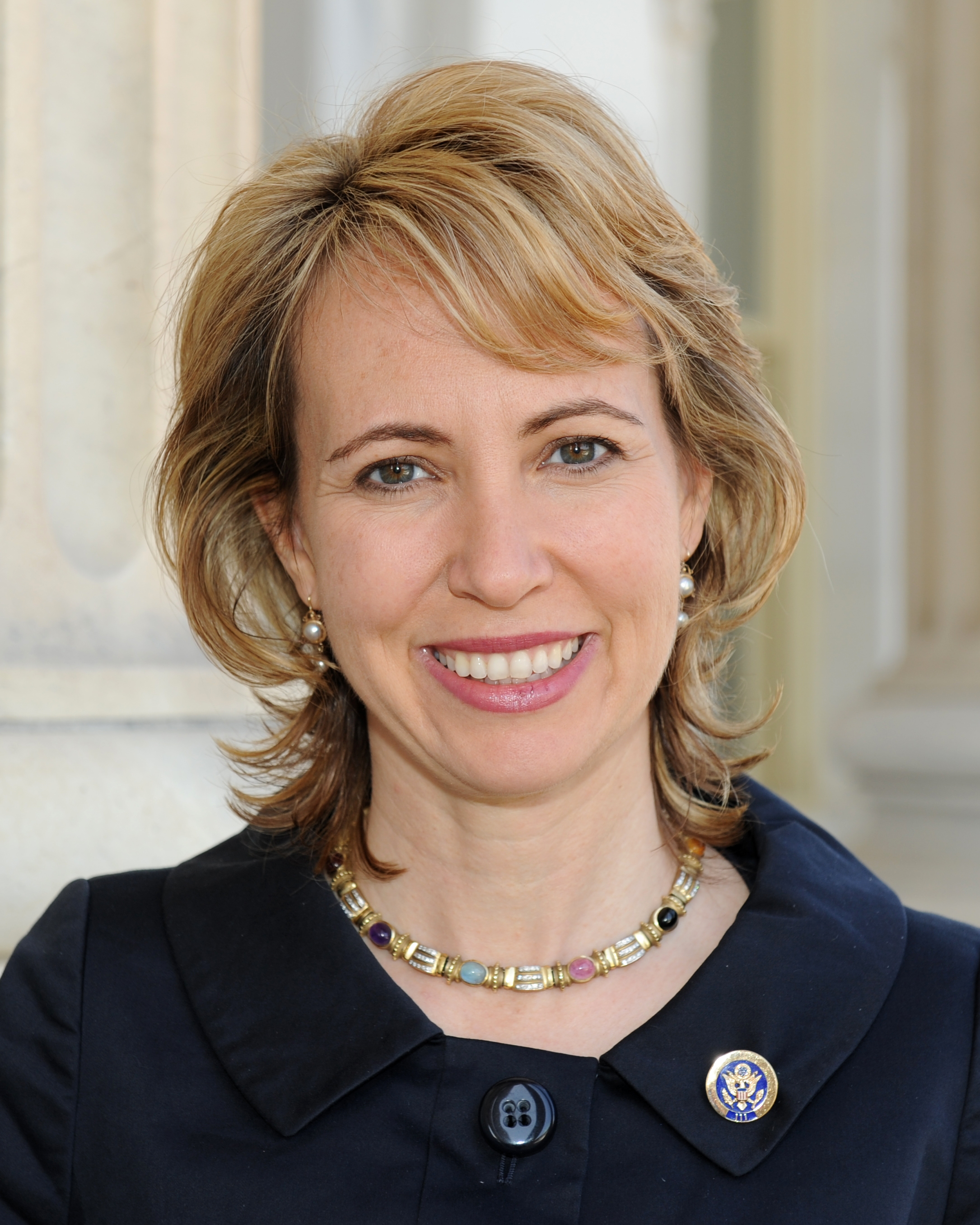
ガブリエル・ギフォーズ議員

報道によれば、犯人の標的はガブリエル・ギフォーズ下院議員であった。頭部に銃撃を受けた議員はただちに病院に搬送され、緊急手術を受けた。
容体は一時は予断を許さない状態にあったが、1月12日には意識を回復した。事件から2週間足らずの同月21日には退院した。8月1日には、当時焦点となっていた国家債務上限引き上げ法案に賛成票を投じるため、事件以来初めて登院した。
2012年1月25日、リハビリに専念するため、下院議員を辞職した。

## 反応

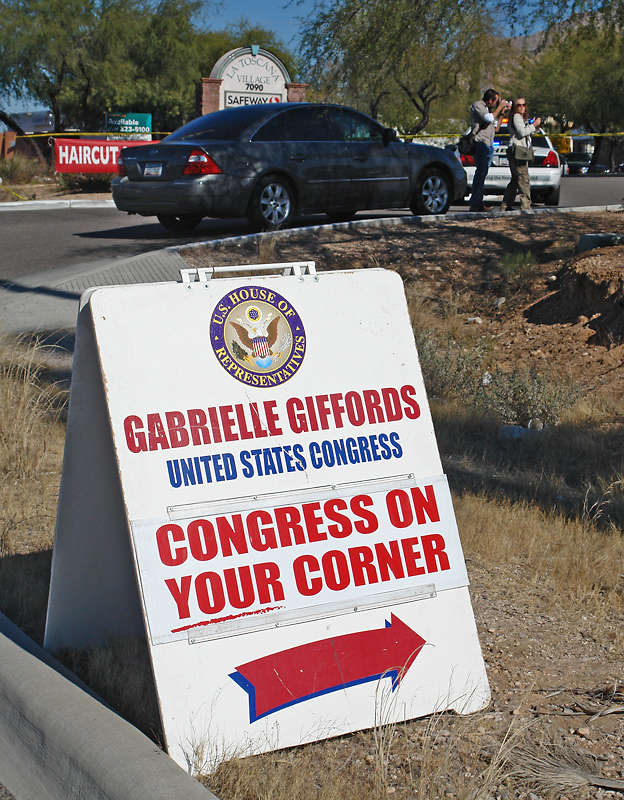
「あなたの街角で議会」 と書かれた政治集会の案内板

合衆国大統領とアリゾナ州知事は、それぞれ激しい言葉で犯行を非難する声明を発表した。
同月25日に行われた一般教書演説では、両院議員に加えて多くの招待者が詰め込まれる議場において、入院中のギフォーズ議員の席として空席が1つ設けられた。また犠牲者の遺族が演説に招待された。議員らは犠牲者を悼み負傷者のリハビリを応援するため黒と白のリボンを着用した。
逆にサラ・ペイリン元副大統領候補は、不穏当な発言をし、物議をかもした。
一方で、葬儀ピケや差別煽動で知られるウエストボロ・バプティスト教会が犠牲者の9歳の少女に対する葬儀ピケを発表したため、アリゾナ州議会が、葬儀の行われる場所周辺での一切の抗議活動を禁止する緊急立法を行い、事件から3日後の11日に成立させている。
この少女はアメリカ同時多発テロ事件が発生した2001年9月11日が誕生日で、象徴的な日に産まれた少女が無差別殺人の犠牲となった悲劇として米メディアで大きく取り上げられた。